# Президентские выборы в Индонезии (2004)
Президентские выборы в Индонезии прошли в два тура, состоявшихся 5 июля и 20 сентября 2004 года. Впервые президента страны выбирали прямым голосованием граждан. Кандидатов разрешено выдвигать партиям, набравшим не менее 4 % голосов или получившим не менее 16 мест на парламентских выборах в апреле того же года.

## Результаты выборов
Первый тур:
| Кандидат в президенты/в вице-президенты    | Голосов    | % от общего числа голосов |
| ------------------------------------------ | ---------- | ------------------------- |
| Сусило Бамбанг Юдойоно/Мухаммад Юсуф Калла | 39 838 184 | 33,57 %                   |
| Мегавати Сукарнопутри/Хашим Музади         | 31 569 104 | 26,61 %                   |
| Виранто/Салахуддин Вахид                   | 26 286 788 | 22,15 %                   |

Второй тур:
| Кандидат в президенты/в вице-президенты    | Голосов    | % от общего числа голосов |
| ------------------------------------------ | ---------- | ------------------------- |
| Сусило Бамбанг Юдойоно/Мухаммад Юсуф Калла | 69 266 350 | 60,62 %                   |
| Мегавати Сукарнопутри/Хашим Музади         | 44 990 704 | 39,38 %                   |

Президентом избран Сусило Бамбанг Юдойоно.